# Хилдрицхаузен
Хилдрицхаузен (на немски: Hildrizhausen) е община в Баден-Вюртемберг, Германия, с 3599 жители (към 31 декември 2014).
Намира се на 9 km южно от Бьоблинген.